# Staunton (Indiana)
Staunton é uma cidade  localizada no estado americano de Indiana, no Condado de Clay.

## Demografia
Segundo o censo americano de 2000, a sua população era de 550 habitantes.
Em 2006, foi estimada uma população de 559, um aumento de 9 (1.6%).

## Geografia
De acordo com o United States Census Bureau tem uma área de
0,9 km², dos quais 0,9 km² cobertos por terra e 0,0 km² cobertos por água. Staunton localiza-se a aproximadamente 192 m acima do nível do mar.

## Localidades na vizinhança
O diagrama seguinte representa as localidades num raio de 12 km ao redor de Staunton.